# HD 36404
HD 36404，又名BD+41 1218，SAO 40426、HR 1846，是一颗恒星，视星等为6.55，位于銀經167.51，銀緯4.9，其B1900.0坐标为赤經5h 26m 21.7s，赤緯+42° 4.9′ 10″。